# Alsólapugy község
Alsólapugy község (románul: Comuna Lăpugiu de Jos) község Hunyad megyében, Romániában. Központja Alsólapugy, beosztott falvai Bástya, Felsőlapugy, Fintóág, Gerend, Holgya, Kosesd, Laszó, Ohába, Tyej.

## Népessége
A 2011-es népszámlálás adatai alapján a község népessége 1659 fő volt.